# Heliconius clarescens
Heliconius clarescens är en fjärilsart som beskrevs av Butler 1875. Heliconius clarescens ingår i släktet Heliconius och familjen praktfjärilar. Inga underarter finns listade i Catalogue of Life.